# Ischigualastia
Ischigualastia is een geslacht van uitgestorven synapsiden uit het Midden-Trias (234 tot 228 miljoen jaar geleden). Het behoort tot de familie Stahleckeriidae van de onderorde Dicynodonta. Er is één soort bekend, Ischigualastia jenseni.
Ischigualastia was een van de grotere planteneters van zijn tijd en kon het formaat van een hedendaagse Afrikaanse buffel (1,70 - 3,40 meter) bereiken. Bij Ischigualastia waren alle tanden vervangen door een hoornige bek. Fossielen zijn gevonden in de Formación Ischigualasto in Argentinië en de Formação Caturrita in Brazilië. Uit de fossielen blijkt dat Ischigualastia redelijk algemeen was tijdens het Trias in wat nu Argentinië is. Complete fossielen zijn desondanks erg zeldzaam.